# Ksenija
Ksenija (auch Xenija geschrieben, kyrillisch: Ксения, Ксенiя oder Кceниja) ist ein weiblicher Vorname, der überwiegend bei  Ostslawen und Serben verbreitet ist.

## Herkunft
Abgeleitet vom griechischen Namen Xenia, dessen Ursprung von dem Wort ξενία kommt.

## Varianten
Andere Formen: Xenia, Xenja, Xenija, Xeniya, Kseniya, Ksenja, Ksenia, Kseniia, Yesenia

## Namenstag
Namenstag ist der 24. Januar (julianischer Kalender), nach dem gregorianischen Kalender ist es der 6. Februar, der Gedenktag der in der Russisch-Orthodoxen Kirche verehrten Xenija von St. Petersburg.

## Namensträgerinnen

### Ksenija
- Ksenija Balta (* 1986), estnische Leichtathletin
- Ksenija Bekeris (* 1978), deutsche Landespolitikerin (SPD)
- Ksenija Wladimirowna Ender (1895–1955), russische Malerin
- Ksenija Borissowna Keping (1937–2002), sowjetische Sprachwissenschaftlerin
- Ksenija Lewkowska (* 1989), ukrainische Triathletin
- Ksenija Wladimirowna Makejewa (* 1990), russische Handballspielerin
- Ksenija Pajić (* 1961), kroatische Schauspielerin
- Ksenija Panteljejewa (* 1994), ukrainische Degenfechterin
- Ksenija Sidorova (* 1988), lettische klassische Akkordeonistin mit russischen Wurzeln
- Ksenija Sikunkowa (* 1979), belarussische Biathletin
- Ksenija Škrilec (* 1966), slowenische Diplomatin
- Ksenija Sydorenko (* 1986), ukrainische Synchronschwimmerin
- Ksenija Symonowa (* 1985), ukrainische Künstlerin (Sandanimationen)

### Kseniya
- Kseniya Fuchs (* 1988), in Deutschland lebende ukrainische Schriftstellerin und Journalistin

### Xenija
- Xenija Alexejewna Alopina (* 1992), russische Skirennläuferin
- Xenija Petrowna Gemp (1894–1998), russische / sowjetische Algologin und Ethnographin
- Xenija Jurjewna Kablukowa (* 1998), russische Skispringerin
- Xenija Palkina (* 1989), kirgisische Tennisspielerin
- Xenija Jurjewna Perwak (* 1991), russische Tennisspielerin
- Xenija Alexandrowna Rappoport (* 1974), russische Schauspielerin
- Xenija Alexandrowna Romanowa (1875–1960), Schwester des Zaren Nikolaus II.
- Xenija Olegowna Ryschowa (* 1987), russische Sprinterin
- Xenija Schalygina (* 1998), kasachische Skilangläuferin
- Xenija Anatoljewna Sobtschak (* 1981), russisches It-Girl
- Xenija Wladimirowna Suchinowa (* 1987), russische Schönheitskönigin